# خوليو تيرازاس ساندوفال
خوليو تيرازاس ساندوفال (بالإسبانية: Julio Terrazas Sandoval)‏ (7 مارس 1936-9 ديسمبر 2015) كاهنً كردينالي ورئيس أساقفة فخري لأبرشية الروم الكاثوليك في سانتا كروز دي لا سييرا في الكنيسة الكاثوليكية.